# Asediul Droghedei
Asediul Droghedei a avut loc în septembrie 1649 în timpul cuceririi Irlandei de către Cromwell. Orașul Drogheda din estul Irlandei era deținut de o garnizoană catolică irlandeză ajutată de regaliști englezi. Ea a fost asediată și cucerită de forțele parlamentariste engleze conduse de Oliver Cromwell. În urma atacului, mare parte din soldații garnizoanei și un număr neprecizat, dar important, de civili au fost uciși de trupele parlamentare.
Istoricii încă dezbat legalitatea uciderii de către Cromwell a soldaților din Drogheda și punctul până la care civilii au constituit ținte în timpul masacrului de după cucerirea orașului.